# كتيب قبيلة أيروملو

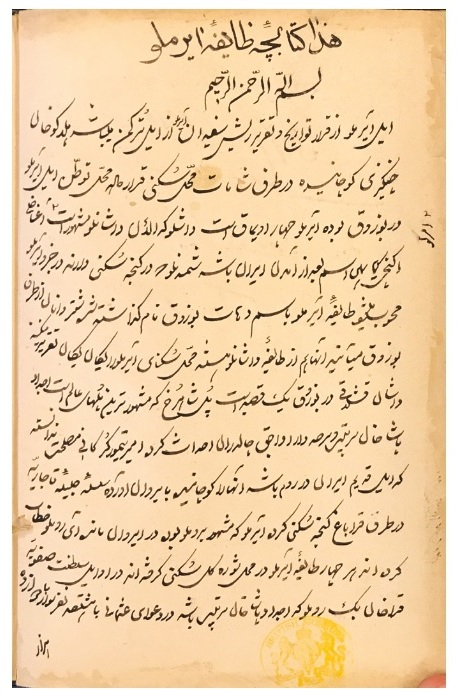
الورقة الأولى منكتيب قبيلة أيروملو، محفوظة في المكتبة البريطانية، ورقمها Or. 5428

كتيب قبيلة أيروملو هو سجل قصير باللغة الفارسية يعود تاريخه إلى عام 1886، يروي تاريخ قبيلة أيروملو التركية (أيروملو) [الإنجليزية]. ألَّفه محمد بن بهرام خان أيروملو في شمال غرب إيران، وهو عبارة عن مخطوطة مكونة من عشر ورقات محفوظة في المكتبة البريطانية (Or. 5428). تخدم هذه الوقائع كنداء من أجل الإنصاف الاقتصادي، وتسلط الضوء على مظالم قبيلة أيروملو بسبب الرواتب غير المدفوعة وحقوق الأرض المهملة. ورغم تركيز المخطوطة في المقام الأول على فترة القاجاريين، فإنها تستند أيضًا إلى السجلات التاريخية والتقاليد الشفوية، بما في ذلك المراسلات بين زعيم القبيلة باشا خان ومسؤولي القاجاريين، مما يعكس الجهود الجارية لحل هذه القضايا. المخطوطة بسيطة وغير مزخرفة، مكتوبة بخط فارسي رسمي، وتحتوي على العديد من الأخطاء الإملائية، مما يشير إلى أن أجزاء منها قد كتبت على عجل.